# Zeidelweide (Rodewisch)
Die Zeidelweide ist eine historische Ortslage von Rodewisch in Sachsen.

## Lage

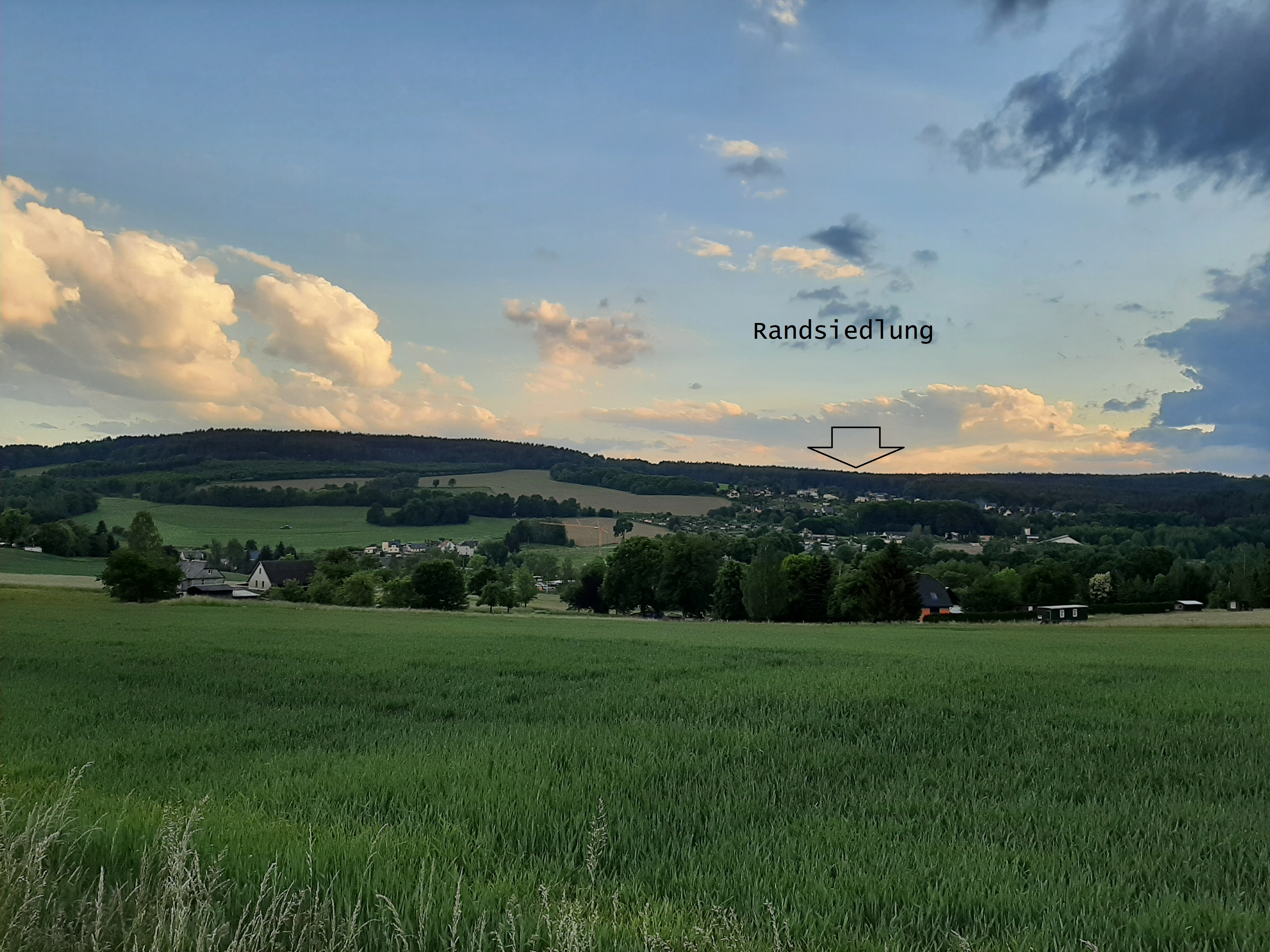
Blick auf die Randsiedlung – im Vordergrund einige Häuser der Zeidelweide

Die Zeidelweide ist eine vom Rodewischer Zentrum nordwestlich in Richtung Lengenfeld gelegene Siedlung. Sie liegt zwischen der Lengenfelder Straße (B 94) und der Abhorner Straße auf der Rodewisch zugewandten Seite des Höhenrückens zwischen Göltzsch und Plohnbach.
Bei der Siedlung handelt es sich nicht um eine geschlossene Häusergruppe, sondern um verstreute Häuser, die aufgrund ihrer Lage recht isoliert vom restlichen Stadtgebiet liegen. Die Siedlung ist direkt an die B 94 angebunden.

## Geschichte
Angaben Ewald Rannachers zufolge wurde die Zeidelweide erstmals 1399, also noch vor der Ersterwähnung Rodewischs, urkundlich als „Cidelwid“ erwähnt. Die Erwähnung bereits im 14. Jahrhundert ist die älteste der näheren Umgebung. Später war die Siedlung trotz der Nähe zu Niederauerbach der Herrschaft Obergöltzsch untertänig.
Der Name der Siedlung geht vermutlich auf eine waldfreie Fläche zurück, die zum zeideln, also zum Imkern, genutzt wurde. Entsprechende Hinweise finden sich schon 1664.
Weitere belegte Namen sind:
- 1664: Cydelwid
- 1778–1839: Zidelweid
- 1839: Zeidelweide

Im Mittelalter führte eine Anbindung von Niederauerbach zur Commerzialstraße nach Zwickau durch das Gebiet. 1877 wurde die Zeidelweide als „besonders benannter Wohnplatz im Königreiche Sachsen“ bezeichnet.
Heute ist die Ortslage ein Wohngebiet ohne nennenswerte gewerbliche oder touristische Bedeutung.